# Slam Dunk
Slam Dunk (яп. スラムダンク сураму данку, «Слэм-данк») — манга о баскетболе, созданная Такэхико Иноуэ. Выходила в журнале компании Shueisha Shonen Jump с 1990 по 1996. По её мотивам студией Toei Animation было снято одноимённое аниме, пользовавшееся большой популярностью в Японии, других странах Азии и в Европе. Тематику баскетбола Иноуэ позднее использовал в своих работах Buzzer Beater и Real. В 2010 году он был награждён премией Баскетбольной ассоциации Японии за популяризацию этого вида спорта. Согласно опросу, проведенному в 2007 году Агентством по делам культуры, является лучшей мангой всех времён. В 2018 году в 20 танкобонах издательством Shueisha состоялось переиздание реструктурированной версии манги.

## Сюжет
Ханамити Сакураги, правонарушитель и главарь банды, очень непопулярен среди девчонок. Причина в том, что они отказывали ему целых пятьдесят раз. В первый год учебы в средней школе Сёхоку он встретился с Харуко Акаги, девушкой своей мечты — она не отталкивает и не боится его, как все остальные. Харуко, узнав об атлетических способностях Сакураги, знакомит его с баскетбольной командой школы. Поначалу он неохотно вступает в неё — у него не было спортивного опыта, и он считает, что баскетбол — это игра для проигравших: пятидесятая девушка отказала ему в пользу баскетболиста. Сакураги, несмотря на свою крайнюю незрелость и вспыльчивый характер, оказывается истинным атлетом и присоединяется к команде, в основном в надежде произвести впечатление на Харуко и сблизиться с ней. Позже он понял, что действительно полюбил спорт, хотя раньше играл в основном из-за своей любви к Харуко. Каэдэ Рукава — злейший соперник Сакураги (как в баскетболе, так и потому, что Харуко досаждает ему). Звездный новобранец и «девушка-магнит» — присоединяются к команде одновременно. Вскоре после этого Хисаси Мицуи, опытный специалист по трёхочковым и бывший MVP средней школы, и Рёта Мияги, невысокий но проворный разыгрывающий защитник, снова присоединяются к команде, и все вместе они пытаются осуществить мечту капитана команды Такэнори Акаги о победе на национальном чемпионате. Вместе эти неудачники становятся популярными, и когда-то малоизвестная баскетбольная команда школы Сёхоку становится претендентом на звание звезды в Японии.

## Медиа

### Манга
Оригинальная манга выходила в журнале компании Shueisha Shonen Jump с 1990 по 1996 год. Позднее была переиздана издательством Shueisha в реструктурированной версии.

### Аниме
По мотивам манги студией Toei Animation было снято одноимённое аниме, пользовавшееся большой популярностью в Японии и других странах. Премьерный показ аниме-сериала проходил с 1993 по 1996 годы. Всего был выпущен 101 эпизод.
Также было снято несколько полнометражных аниме-фильмов, наиболее успешний из которых — The First Slam Dunk вышедший в 2022 году, занимает 5-ю строчку в списке самых кассовых аниме-фильмов.

## Критика
По данным на 2007 год, было продано свыше 120 млн копий Slam Dunk. По данным на 2017 год, было продано свыше 157 млн копий. Эта манга находится в списке наиболее успешных изданий компании Shueisha за всю историю — после Блича, Наруто, «Жемчуга дракона» и One Piece. В 1995 году она была награждена премией Shogakukan в категории «сёнэн». Её успех способствовал росту интереса к баскетболу среди японцев в 1990-х годах. По результатам опроса, проводившегося среди посетителей японского фестиваля Japan Media Arts Festival в 2006 году, Slam Dunk была признана лучшей мангой всех времён.